# الجمهورياتية في السويد

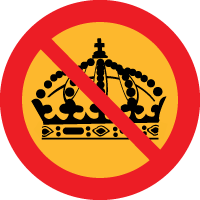
علامة الجمعية الجمهورية السويدية.

الجمهورياتية في السويد أو الجمهوريوية في السويد مصلحٌ جمعيّ لحركة في السويد تسعى لإقامة جمهورية وإلغاء الملكية في السويد.

## نظرة عامة
يرتكز جزء كبير من الحجج لإقلامة جمهورية سويدية على رفض إيديولوجي (فكراني) للملكية، وليس بالضرورة على رفض الأفراد الذين يمارسون الملوكية فعلياً. أُدرجت الجهود الرامية إلى الجمهورية في المنابر الحزبية لكلٍ من الحزب الديمقراطي الإجتماعي، وحزب اليسار، وحزب الخضر. توجد أيضاً الجمعية الجمهورية السويدية خارج الخطوط الحزبية المعتادة.

## لمحة تاريخية

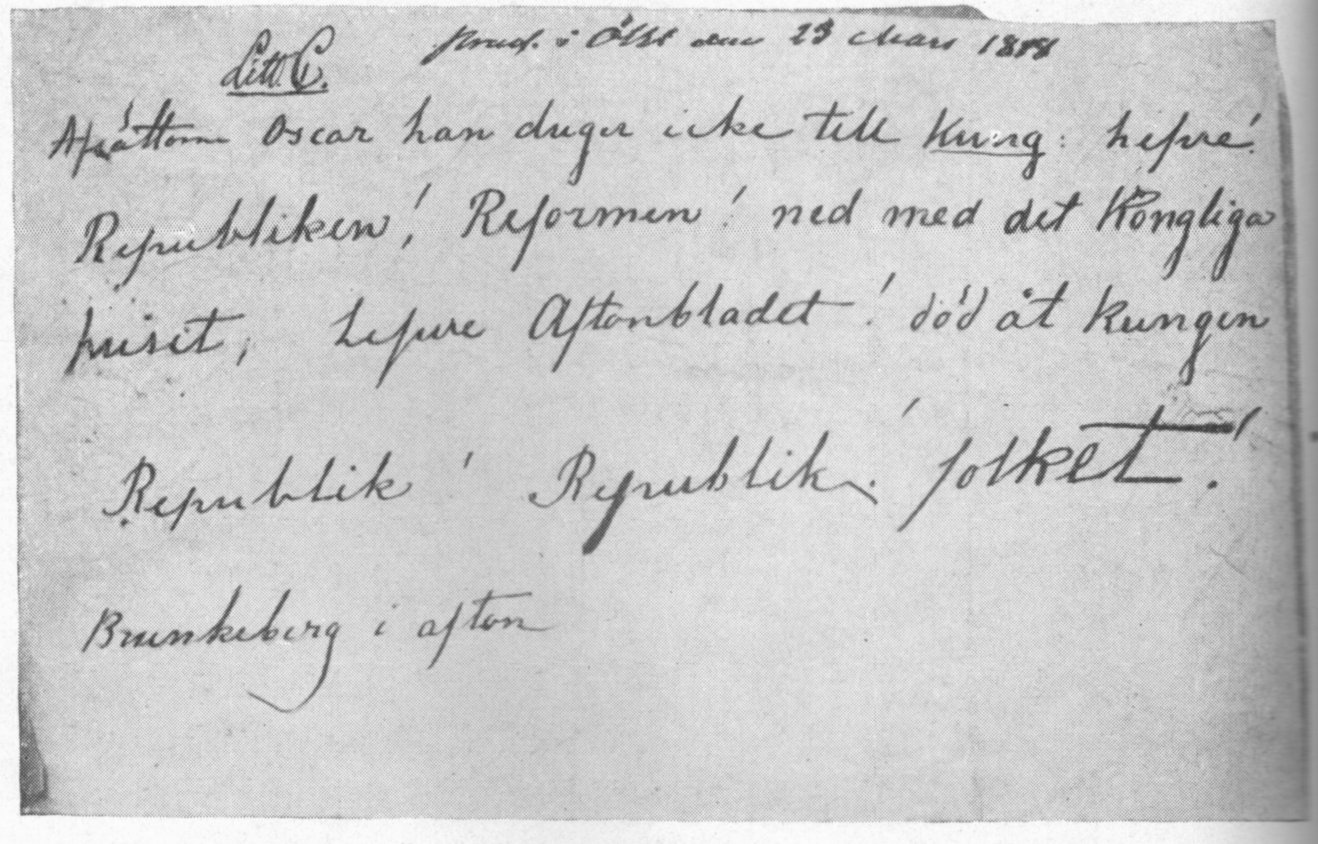
مشروع قانون ثوري جمهوري مكتوب بخط اليد من أعمال شغب ستوكهولم خلال ثورات 1848، النص: «حلع أوسكار عن العرش إنه لا يصلح أن يكون ملكاً - الجمهورية بدلاً منه! أصلحوا! يسقط البيت الملكي - عاشت أفتون بلادت! الموت للملك - الجمهورية! الجمهورية! الشعب! برونكبيرغ هذا المساء.» هوية الكاتب مجهولة.

لم يكن السويديون غير ملمين تماما بظاهرة الجمهورية؛ وذلك يرجع إلى تجارتهم مع دولٍ كالجمهورية الهولندية، ولكن المحاولة الأولى لتطوير السويد الجمهورية جاءت خلال الثورة الفرنسية. في أوائل القرن التاسعة عشر، كانت ما تزال الحركة حركةً هامشية. في 1830، كانت أول مرة يقوم بها سياسي سويدي بارز يدعى لارش يوهان هيرتا بالدعوة إلى الجمهورية، مع أنه لم يستخدم كلمة «الجمهورية». في صحيفة أفتون بلادت والتي أسسها في نفس السنة، طالب بإطاحة ملك السويد كارل الرابع عشر يوهان.
الفرصة التي تلتها التي نوقشت بها الجمهورية كانت خلال الثوريات الأوروبية لسنة 1848. مرت السويد بفترةٍ قصيرة من الهيجان، دُعيت بـ«اضطرابات آذار». اندلعت أعمال الشغب في 18 و 19 آذار في ستوكهولم، قتل خلالها نحول 30 شخصاً. في خلال تلك الفترة، كانت ملصقات مثيرة للجدل تحمل كلمة «الجمهورية» معلقة في أماكن مختلفة في ستوكهولم والمنطقة المحيطة بها. من ناحيةٍ أخرى، طالب النشطاء بالإقتراع العام والعادل.
كان الحزب الديمقراطي الاجتماعي قد أعلن في منبر حزبه عن اعتزامه إعلان جمهورية منذ تأسيسه 1889. ومع ذلك، فعندما جاء الحزب إلى السلطة في 1920، كانت الرغبة قد ارتدعت إلى حدٍ ما. يعزى ذلك إلى براغماتية الزعيم آنذاك يالمار برانتينغ.
تأسست الجمعية الجمهورية السويدية في 1997. وفي 2010 تأسست مظلة تحالف الحركات الجمهورية الأوروبية في ستوكهولم، بحيث يتعاون الجمهوريون السويديون مع مجموعاتٍ جمهورية أوروبيةٍ أخرى.

## آداب
- Monarkin Sverige – mot alla odds, في Nationalencyklopedin على الشابكة
- Moberg, Vilhelm, Därför är jag republikan («لماذا أنا جمهوري») (1955)

## روابط خارجية
- (بالسويدية) Republik.nu – موقع ويب مستقل سياسيا مؤيد للجمهوريين
- (بالسويدية) الجمعية الجمهورية السويدية
- (بالسويدية) Monarkistiska argument موقع ويب للموالين للملكية.
- (بالسويدية) www.rojf.se — موقع الملكيين على الشابكة